# Tetrathemis corduliformis
Tetrathemis corduliformis är en trollsländeart som beskrevs av Cynthia Longfield 1936. Tetrathemis corduliformis ingår i släktet Tetrathemis och familjen segeltrollsländor. IUCN kategoriserar arten globalt som livskraftig. Inga underarter finns listade i Catalogue of Life.